# Brigid Bazlen
Brigid Bazlen (* 9. Juni 1944 in Fond du Lac, Wisconsin; † 25. Mai 1989 in Seattle, Washington) war eine US-amerikanische Filmschauspielerin und Fernsehmoderatorin.

## Leben
Bazlen war 1958, im Alter von 14 Jahren, Moderatorin von Blue Fairy, einer kurzlebigen Kindershow, die die erste in Farbe produzierte Show für Kinder in Chicago (Illinois) war.
Daraufhin erfolgte 1959 ihr Filmdebüt in einer Gastrolle in „Too Young to Go Steady“, einer kurzlebigen Sitcom.
Es folgten drei weitere Filmprojekte, bis es 10 Jahre lang ruhig um Bazlen wurde. Im Jahr 1972 versuchte sie in der Seifenoper „Zeit der Sehnsucht“ ein Comeback, jedoch nicht mit dem erhofften Erfolg.
Brigid Bazlen, die mit dem französischen Filmschauspieler Jean-Paul Vignon verheiratet war, und mit diesem auch ein Kind hatte, starb im Alter von nur 44 Jahren an Krebs.

## Filmografie
- 1959: Too Young to Get Steady (TV-Serie)
- 1961: Die Heiratsmaschine (The Honeymoon Machine)
- 1961: König der Könige (King of Kings)
- 1962: Das war der Wilde Westen (How the West Was Won)
- 1972: Zeit der Sehnsucht (Days of Our Lives, TV-Serie)